# 야마후지 겐타
야마후지 겐타(일본어: 山藤 健太, 1986년 11월 14일 ~ )는 일본의 전 축구 선수이다.

## 구단 경력
그는 2014년부터 2018년까지 J리그의 츠바이겐 가나자와에서 활동하였다.